# Revivre (film)
Pour les articles homonymes, voir Revivre.
Pour plus de détails, voir Fiche technique et Distribution.
Revivre (화장, Hwajang, littéralement Crémation) est un film sud-coréen réalisé par Im Kwon-taek, sorti en 2014.
Il est présenté hors compétition à la Mostra de Venise 2014.
C'est l'adaptation de la nouvelle Crémation de Kim Hoon pour lequel ce dernier avait remporté le Prix Yi Sang.

## Fiche technique
- Titre original : 화장, Hwajang
- Titre français : Revivre
- Réalisation : Im Kwon-taek
- Scénario : Song Yun-hee d'après la nouvelle de Kim Hoon
- Pays d'origine : Corée du Sud
- Format : Couleurs - 35 mm
- Genre : drame
- Durée : 89 minutes
- Dates de sortie :
  -  Italie : 3 septembre 2014 (Mostra de Venise 2014)
  -  Corée du Sud : 5 octobre 2014 (Festival international du film de Busan), 9 avril 2015 (sortie nationale)

## Distribution
- Ahn Sung-kee : monsieur Oh
- Kim Ho-jung : la femme de monsieur Oh
- Kim Gyu-ri : Choo Eun-joo